# Pump It Up NX2
Pump it Up Next Xenesis (o NX2 para abreviar) es el lanzamiento número 20 en los juegos de arcade de la serie Pump it up. fue lanzado mundialmente el 21 de enero del 2008 después de haber estado disponible en México y Corea del Sur un par de meses atrás. En abril de 2008 aún no había aparecido en varios mercados Pump it up, pero ahora está apareciendo poco a poco en muchos lugares. 
La NX2 es una expansión de Pump It Up NX pero con muchas diferencias. Los 29 "New Tunes" de la Arcade Zone de la NX han sido agregados a sus respectivos canales y fueron reemplazados por otras 30 nuevas canciones. La versión coreana, además, contiene una canción más, "Tell Me" de las Wonder Girls. Esta canción solo fue licenciada en Corea y no ha sido presentada en los otros lanzamientos internacionales. Dos canciones, "Solitary 1.5" de Yahpp y "No Despair" de Hot Potato, solo pueden ser jugadas cuando se usa la memoria USB. El juego también incluye cinco canciones tomadas de la Pump it Up Pro con nuevos pasos creados por Nexcade. La NX2 también agrega soporte para memorias USB, que son usadas para guardar el progreso en el modo Worldmax y también puede ser usada para el ranking en internet. La NX2 solo soporta memorias proveídas por Andamiro y pueden ser ordenadas directamente de Andamiro.

## WorldMax
Además de las nuevas canciones y muchos cambios estéticos en la interface, la mayor innovación de la NX2 es el sistema USB y la estación "WorldMax" del juego. El WorldMax es muy diferente a cualquier otra cosa vista en un juego de música, es muy parecido a un RPG musical dentro de un juego de arcade. usando el sistema USB del propietario, los jugadores pueden jugar Worldmax mientras guardan su propio progreso y desbloquean otras características. Presentando ocho mundos separados(Rootinia, Shantomia, Mirtain, Barharn, Harena, Morigin y Cryomiston, así como el Prue Ocean) cada uno con sus propios jefes y subjefes, los jugadores deben de pasar a través de varias (y a veces extremadamente inuusuales) misiones. Algunos lugares del juego, como el Switch, y la Mystery Box le dan mayor agilidad al juego, mientras los Warps encontrados en cada tierra dan la oportunidad de regresar a tierras que los jugadores ya hayan pasado.
Los jugadores ganan "Millas" que se guardan en el sistema mileage (cuentamillas) en cada una de las misiones, y pueden usar el mileage para alterar aspectos de sus misiones (por ejemplo el nivel de juego, velocidad, y un sistema de lotería (Lottery system)) así como poder desbloquear canciones bloqueadas en la Special Station. A diferencia del World Tour de la NX, El WorldMax es una experiencia muy personal para los propietarios de la USB, que ahí sirve para guardar el juego. El sistema, además, permite que los jugadores continúen con su progreso en cualquier máquina Pump It Up con NX2 instalado. 
La dificultad del Worldmax - y la del juego entero - ha sido un poco suavizada para que el factor diversión esté sobre el factor dificultad y tecnología. A diferencia de la gran dificultad y la naturaleza imperdonable del World Tour, El WorldMax ofrece al jugador múltiples oportunidades por crédito, lo que da mayor libertad en la elección de las canciones que se vayan a , usa el gasto de mileage para modificar las misiones, y se enfoca más en misiones que hagan al usuario pensar más, y no en las que solo se tengan que pisar flechas. Por ejemplo, muchas misiones, como las "Hidden Parts" en Shantomia tienen muchas versiones de canciones para confundir y retar al jugador. Con cambios como éstos, parece ser que el juego está volviendo a sus raíces que se enfocaban menos en la dificultad; su logo ha cambiado al original de la serie Pump It Up de los juegos originales, y también se enfoca más al K-Pop.

## Otros Cambios
Otras cosas que han cambiado con la NX2 son:
3 canciones por crédito - a diferencia de otras versiones, donde siempre se tenía la oportunidad de jugar hasta 4 canciones por crédito, dependiendo del Bonus, el no. máximo de canciones jugables en la NX2 es de 3. De acuerdo a Andamiro, esto fue hecho debido a pedidos de jugadores que se quejaban porque 4 canciones duraban mucho. La Training Station, Arcade Station, y WorldMax permiten regularmente jugar 3 canciones por crédito (a excepción de Remixes y canciones completas). La Arcade Station solo tiene 2 canciones por default con la posibilidad de jugar una tercera canción con las mismas condiciones en el pasado. Éste cambio ha sido visto con optimismo y pesimismo por la comunidad de Pump It Up, pero ha probado traer mayores beneficios para las máquinas con muchos jugadores, especialmente con el recién agregado del WorldMax.   
Expansión de la Training Station - La Training Station de la NX2 agrega a las 20 lecciones regulares de la NX otras 20, esta vez profundizando más en el tutorial, como en las últimas lecciones donde se ven los más difíciles pasos en Nightmare. En otras lecciones las flechas se representan con un color específico para señalar que pie debe estar pisando que flecha. Esto fue hecho para ayudar a que los jugadores aprendan como doblar y girar apropiadamente en determinados pasos. Las flechas de color rojo significan que deben de pisarse con el pie izquierdo, las azules con el pie derecho y los pasos amarillos con cualquier pie.
Diseño de la Arcade Station -, El diseño de la Arcade Station de la NX2 es muy similar al de la NX, sin embargo ha sido retocado un poco. El diseño de desplazamiento de canciones es una reminiscencia del Cover Flow con las imágenes de los discos anteriores y posteriores doblados a un lado. Cada canción ahora muestra el Puntaje más alto en cada dificultad y también muestra el consumo de oxígeno y de calorías por cada canción.
Internacionalización - A partir de la NX2, las máquinas de Pump ahora soportan cuatro configuraciones de lenguaje: Inglés, Coreano, Español y Portugués. Los cuatro lenguajes tienen archivos en su idioma en el WorldMax, así como en la Training Station y otras áreas en las que el lenguaje es importante, además de atender a los varios mercados donde la Pump It Up se ha expandido. Por otro lado, algunos aspectos internacionales del juego han regresado a donde estaban, tales como los títulos en pantalla para muchas canciones nuevas de la NX2, que permanecieron totalmente en coreano, tal vez debido al "regreso a las raíces" de la NX2.

## Lista de canciones de la Pump it Up NX2
Clave:
- A - El juego incluye canción alternativa en WorldMax
- B - Solo jugable con USB
- C - Cambiada o nuevos pasos incluidos
- K - Solo en la versión coreana
- P - Crossover de la Pro
- R - Canción revivida de una versión previa a la NX2
- T - Solo en la Training Station
- U - Desbloqueable
- W - Solo en WorldMax

### New Tunes
| - 1) Pia - A Maelstrom - 2) Gil Gun - A.U Ready? - 3) Crying Nut - Astral Song [A] - 4) HEaDTriP - Beat # No. 4 [A] - 5) BanYa Production - Beat the Ghost - 6) BanYa Production - Caprice of Otada - 7) Sonic Dimension - Chopstix [P] - 8) Taiji Boys - Come Back Home - 9) May - Compunction - 10) Oscillator X - Dance All Night [P] - 11) Elpis - Dance Vibrations [P] - 12) ZiGZaG - Energizer [P] - 13) Yahpp - Faster Z - 14) Seo Taiji - Feel the Soul - 15) Mina - Get My Phone Call - 16) Sonic Dimension - Groovin' Motion [P] - 17) BanYa Production - Guitar Man - 18) BanYa Production - Higgledy Piggledy | - 19) Taiji Boys - It's My Business - 20) BanYa Production - Jam O Beat - 21) BanYa Production - Money - 22) BanYa Production - Monkey Fingers 2 - 23) Bae Chi Gi - Nice to Meet You - 24) Hot Potato - No Despair [A/B] - 25) Yahpp - Pumptris Quattro - 26) Joanne - Shiny Day - 27) Yahpp - Solitary 1.5 [B] - 28) Wonder Girls - Tell Me [K] - 29) Bada - V.I.P - 30) 015B - Very Old Couples - 31) No Brain - You Fall in Me - 32) BanYa - Moonlight (Original Version) [W] - 33) Spooky Banana/Yahpp - Mr. Fire Fighter & Beat of the War 2 (Fire & Ice) [W] - 34) Yahpp - Pumptris Quattro (Versión de 8bit) [W] - 35) 015B - Very Old Couples (Versión de Short Term Memory) [W] - 36) Yahpp - Yasangma [W] |

| - 37) Full Song: Pia - A Maelstrom [W] - 38) Full Song: Gil Gun - A.U Ready? [W] - 39) Full Song: Crying Nut - Astral Song - 40) Full Song: HEaDTriP - Beat # No. 4 [W] - 41) Full Song: Taiji Boys - Come Back Home - 42) Full Song: Som2 - Deja Vu [W] - 43) Full Song: Drunken Tiger - Emergency [W] - 44) Full Song: Seo Taiji - Feel the Soul [U] - 45) Full Song: Epik High - Fly [U] - 46) Full Song: N.Ex.T - For You [W] - 47) Full Song: Jiny - Free! [W] | - 48) Full Song: BanYa Production - Guitar Man [U] - 49) Full Song: WAX - I'll Give You All My Love [W] - 50) Full Song: Taiji Boys - It's My Business [U] - 51) Full Song: BanYa Production - Monkey Fingers [U] - 52) Full Song: Spooky Banana - Mr. Fire Fighter [W] - 53) Full Song: Hot Potato - No Despair [U] - 54) Full Song: Wonder Girls - Tell Me [K] - 55) Full Song: Lee Hyun Do - Typhoon [W] - 56) Full Song: Bada - V.I.P - 57) Full Song: 015B - Very Old Couples [U] - 58) Full Song: No Brain - You Fall in Me [W] |

| - 59) Remix: BanYa Production - BanYa-P Guitar Remix [U] - 60) Remix: May - May Remix [W] - 61) Remix: BanYa Production - Money Fingers [U] - 62) Remix: Joanne/Bada - NX2 Diva Remix [U] - 63) Remix: Dynamic Duo/Eun Ji Won - NX2 Hip-Hop Remix [U] | - 64) Remix: U;Nee/Duke/Lee Hyun Do - NX2 K-Pop Remix 1 [U] - 65) Remix: Mina/Bae Chi Gi - NX2 K-Pop Remix 2 [U] - 66) Remix: Lee Hyun Do/Som2 - NX2 K-Pop Remix 3 [U] - 67) Remix: Sonic Dimension/Oscillator X - Pro Pop Remix [W] - 68) Remix: BanYa/Crash/1TYM/Judain/Eun Ji Won/Harisu - Red Song Remix [W] |

| - 69) Another: Gil Gun - A.U. Ready? [U] - 70) Another: BanYa Production - Caprice of Otada [U] - 71) Another: BanYa - Come to Me [U] - 72) Another: Elpis - Dance Vibrations [U] - 73) Another: Yahpp - Faster Z [U] - 74) Another: Yahpp - Fire Game [U] - 75) Another: Jiny - Free - 76) Another: BanYa Production - Guitar Man [U] - 77) Another: May - Handsome Character That Pass [U] | - 78) Another: BanYa Production - Higgledy Piggledy [U] - 79) Another: Taiji Boys - It's My Business [U] - 80) Another: Yahpp - Pumptris Quattro [U] - 81) Another: Apple Jam - Snow Dream - 82) Another: Typhoon - So [U] - 83) Another: BanYa - Solitary [U] - 84) Another: BanYa - Turkey March [U] - 85) Another: BanYa Production - Ugly Dee [U] - 86) Another: No Brain - You Fall in Me [U] |

### Returning Music
| - 87) Novasonic - Another Truth - 88) Yahpp - Arch of Darkness [C] - 89) BanYa - Beat of the War - 90) BanYa - Beat of the War 2 - 91) BanYa - Beat of the War 2 (D&G version) [R/W] - 92) BanYa - Bee - 93) BanYa - Beethoven Virus - 94) BanYa - Blazing - 95) BanYa Production - Bullfighter's Song - 96) DVS - Bust Back [W] - 97) BanYa - Canon-D - 98) Yahpp - Chimera - 99) Louis - Chung Hwa Ban Jeom - 100) Crying Nut - Circus Magic - 101) Sechskies - Com'back - 102) Deux - Come Back to Me - 103) BanYa - Come to Me - 104) BanYa - Csikos Post [T] - 105) Som2 - Deja Vu - 106) Crash - Dignity - 107) LazyBone - Do it Yourself - 108) BanYa Production - Do You Know That -Old School- - 109) Tashannie - Don't Bother Me - 110) BanYa - Dr. M - 111) Eun Ji Won - Drunken in Melody - 112) Drunken Tiger - Emergency - 113) JTL - Enter the Dragon - 114) Kaoma - Essa Maneira - 115) BanYa - Extravaganza - 116) BanYa - Final Audition - 117) BanYa - Final Audition 2 - 118) BanYa - Final Audition 3 U.F [A] - 119) BanYa - Final Audition Episode 1 - 120) Yahpp - Final Audition Episode 2-1 - 121) Yahpp - Final Audition Episode 2-2 - 122) Yahpp - Fire - 123) Epik High - Fly - 124) T.O - Footprints - 125) N.Ex.T - For You - 126) Fin.K.L - Forever Love - 127) BanYa - Free Style [W] - 128) Jiny - Free! - 129) Clon - Funky Tonight - 130) BanYa - Get Up! [R] - 131) U;Nee - Go - 132) Dynamic Duo - Go Back - 133) Lexy - Greenhorn - 134) BanYa Production - Gun Rock - 135) Sam-I-Am - Haley - 136) May - Handsome Character That Pass - 137) Novasonic - Hatred [W] - 138) BanYa - Hi-Bi - 139) Cho PD & B.E.G - Hold the Line - 140) 1TYM - Hot - 141) DJ Dookie - Hybs - 142) Hyun Jin Young - Hyun Jin Young Go Jin Young Go - 143) WAX - I'll Give You All My Love - 144) BanYa - J Bong [R] - 145) BanYa - Jump [R/W] - 146) Debbie Scott - Kiss Me [T] | - 147) Los Ninos de Sara - La Cubanita - 148) N.Ex.T - Lazenca, Save Us - 149) Manresa - Le Code de Bonne Conduite - 150) BanYa - Love is a Danger Zone - 151) BanYa - Love is a Danger Zone 2 [C] - 152) BanYa - Love is a Danger Zone 2 (Versión D&G) [R/W] - 153) Kim Jong Kook - Lovely - 154) BanYa - Mission Possible [R/W] - 155) BanYa - Miss's Story [R] - 156) U'Two - Mistake [C] - 157) BanYa - Monkey Fingers - 158) BanYa - Moonlight - 159) Spooky Banana - Mr. Fire Fighter - 160) BanYa - Mr. Larpus - 161) Park Hyang Lim vs. Yahpp - My Brother is Street Singer - 162) Cho PD - My Friend - 163) BanYa - N - 164) BanYa - Naissance - 165) BanYa - Naissance 2 - 166) Jang Yoon Jung - Oh My! - 167) DJ DOC - One Night - 168) BanYa - Papa Gonzales - 169) BanYa - Phantom - 170) BanYa - Point Break [C] - 171) Victoria - Power of Dream - 172) Som2 - Pray - 173) BanYa - Pump Me Amadeus - 174) BanYa - Rolling Christmas [T] - 175) Lee Hyun Do - Sajahu - 176) ROD - Shake it Up - 177) BanYa - She Likes Pizza - 178) Novasonic - Slam - 179) Apple Jam - Snow Dream - 180) Typhoon - So - 181) General Grant - Soca Make Yuh Ram Ram - 182) BanYa - Solitary - 183) BanYa - Solitary 2 - 184) Duke - Starian - 185) Perry - Storm - 186) BanYa - Street Show Down [R] - 187) Ururbu Project - Terminal Depository - 188) Andrew Kim - Throw 'em Up - 189) BanYa - Turkey March - 190) Mina - Turn Around - 191) Lee Hyun Do - Typhoon - 192) Hyun Jin Young vs. Yahpp - U Inside My Dim Memory [C] - 193) BanYa Production - Ugly Dee [T/W] - 194) BanYa - Vook - 195) Victoria - Watch Out - 196) Deux - We Are - 197) Gyfted - We Goin' Fly Remix - 198) Crash - What Do You Really Want - 199) Turtles - What's Going On - 200) BanYa - Will o' the Wisp - 201) BanYa - Winter - 202) BanYa - Witch Doctor [A] - 203) Yahpp - Witch Doctor #1 - 204) BanYa - With My Lover [W] - 205) Eugene - Wuthering Heights - 206) BanYa - X-Treme |

| - 204) Full Song: Yahpp - Beat of the War 2 - 205) Full Song: Yahpp - Canon-D - 206) Full Song: Crash - Dignity - 207) Full Song: Yahpp - Fire | - 208) Full Song: Cho PD & B.E.G - Hold the Line - 209) Full Song: Yahpp - Love is a Danger Zone 2 - 210) Full Song: Kim Jong Kook - Lovely - 211) Full Song: Hyun Jin Young vs. Yahpp - U Inside My Dim Memory |

| - 212) Remix: Clon/Sechskies - 2nd Hidden Remix - 213) Remix: BanYa - BanYa Classic Remix - 214) Remix: BanYa - BanYa Hip-Hop Remix - 215) Remix: BanYa Production - BanYa-P Classic Mix - 216) Remix: Yahpp - Bemera - 217) Remix: Haley/DVS/Andrew Kim/Gyfted - Chicago Club Mix [W] - 218) Remix: Deux - Deux Remix - 219) Remix: Drunken Tiger/Honey Family - Drunken Family Remix - 220) Remix: BanYa - FA Ep. 1 + Chicken Wing Remix [R] - 221) Remix: Tashannie/Clon - Groove Party Remix | - 222) Remix: DJ. DOC/Epik High - K-Pop Dance - 223) Remix: Lexy/1TYM - Lexy & 1TYM Remix [R/W] - 224) Remix: Novasonic/Crash - Novarash Remix - 225) Remix: Novasonic - Novasonic Remix [R/W] - 226) Remix: Kristeen/Scoop/Fresno - Pop House Mix - 227) Remix: BanYa - Treme-Vook of the War - 228) Remix: BanYa - Try to BPM - LIADZ - 229) Remix: Turbo - Turbo Remix - 230) Remix: Yahpp - Wi-Ex-Doc-Va - 231) Remix: Perry/Drunken Tiger/JTL/Eun Ji Won - Zero K-Hip-Hop Mix |

| - 232) Another: Novasonic - Another Truth - 233) Another: BanYa - Bee [C] - 234) Another: BanYa - Beethoven Virus [C] - 235) Another: Yahpp - Chimera [C] - 236) Another: Som2 - Deja Vu - 237) Another: LazyBone - Do it Yourself - 238) Another: BanYa - Dr. M - 239) Another: BanYa - Extravaganza - 240) Another: BanYa - Final Audition - 241) Another: BanYa - Final Audition 2 - 242) Another: BanYa - Final Audition 3 U.F - 243) Another: BanYa - Final Audition Episode 1 [C] - 244) Another: Yahpp - Final Audition Episode 2-1 | - 245) Another: Yahpp - Final Audition Episode 2-2 [C] - 246) Another: N.Ex.T - For You - 247) Another: BanYa Production - Gun Rock - 248) Another: BanYa - Hi-Bi [C] - 249) Another: BanYa - Love is a Danger Zone - 250) Another: BanYa - Love is a Danger Zone 2 - 251) Another: BanYa - Mr. Larpus - 252) Another: BanYa - Naissance 2 - 253) Another: BanYa - Phantom [C] - 254) Another: BanYa - Vook [C] - 255) Another: BanYa - Witch Doctor - 256) Another: Yahpp - Witch Doctor #1 |

### Removed Songs
Las Siguientes Canciones fueron removidas de la lista de la versión NX:
| - Asoto Union - We Don't Stop (Exceed 2) - BanYa Production - 2006 Love Song (NX) - BoA - Valenti (Exceed) - BoA*/Shyne/Y*Me - Exceed 2 Diva's Remix (Exceed 2) - Cachy Huang - Up Up (Zero) - El Cuba - Fiesta (Exceed) - Gans - Join the Party (Premiere 3) - Harisu - Foxy Lady (Exceed 2) - Ju Dain - U (Exceed 2) - Mozquito - Eres Para Mi (Premiere 3) - Mozquito - Mexi Mexi (Premiere 3) - Novasonic - Empire of the Sun (PREX 3) | - Novasonic - Run! (S.E.) - OneTwo - Shake That Bootie (Exceed) - Pandera - I Love You Baby (Zero) - Queen Latin - Conga (Premiere 3) - S'Max - One Love (Exceed) - Scoop feat. Joyce Lyle - Clap Your Hands (Premiere 3) - Shyne - Too Late (Exceed 2) - T.T.Ma - Loner (Extra) - Turtles/Cho PD/Harisu/Jang Yoon Jung - K-House Mix (Zero) - Y*Me - Huu Yah Yeah (Exceed 2) - Yu Seung Jun - Love Song (3rd Dance Floor) |

- Datos: Q5230415